# Mišić podizač čmara
Mišić podizač čmara (lat. musculus levator ani) je parni mišić dna zdjelice, oblika ploče. Mišić je sastavni dio zdjelične pregrade. Mišić inerviraju ogranci stidnog živca (lat. nervus pudendus).

## Polazište i hvatište
Mišić se dijeli prema polazištu na:
- musculus pubococcygeus
- musculus iliococcygeus
- musculus puborectalis
- musculus levator prostatae (kod muškaraca), tj. musculus pubovaginalis (kod žena)